# Óxido de fosfano

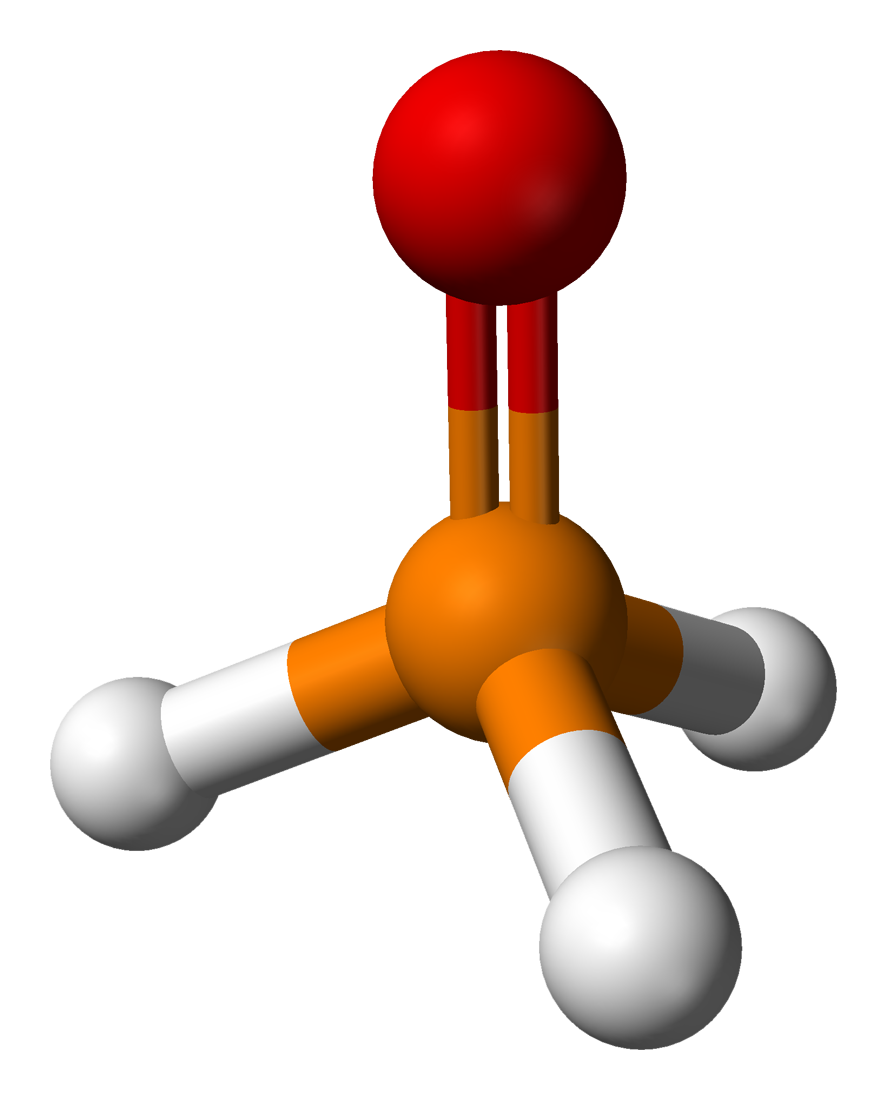
Modelo tridimensional de una molécula de óxido de fosfina

Los óxidos de fosfina son compuestos de organofósforo con fórmula OPR3, donde R = alquilo o arilo. Son considerados los compuestos de organofósforo más estables, el óxido de trifenilfosfina y el óxido de trimetilfosfina se descomponen sólo sobre los 450 °C.

## Enlace
La naturaleza del enlace fósforo a oxígeno en los óxidos de fosfina ha sido largamente debatida. El fósforo pentavalente no es compatible con la regla del octeto, pero se conoce que, de todas formas, el fósforo viola esta regla, por ejemplo, en el pentafluoruro de fósforo y ácido fosfórico. En literatura más antigua, el enlace está representado como un enlace dativo, y es usado actualmente para representar un óxido de amina. La inclusión de los orbitales d en el enlace no está soportada por los análisis computacionales. Las teorías alternativas favorecen una descripción iónica R3P+−O−, lo que explica la corta longitud de enlace. La teoría del orbital molecular propone que la corta longitud de enlace es atribuida a la donación del par libre de electrones del oxígeno a los orbitales antienlazantes fósforo-carbono. Esta propuesta, que está soportada por cálculos ab initio, ha ganado consenso en la comunidad química.

## Síntesis
Los óxidos de fosfina son más frecuentemente generados como un subproducto de la reacción de Wittig:
R3PCR'2  +  R"2CO   →  R3PO  +  R'2C=CR"2
Otra ruta común a los óxidos de fosfina es la termólisis de los hidróxidos de fosfonio. En el laboratorio, los óxidos de fosfina son generados usualmente por la oxidación, frecuentemente accidental, de las fosfinas terciarias:
R3P  +  1/2 O2   →  R3PO